# Solva pulchrina
Solva pulchrina är en tvåvingeart som först beskrevs av Frey 1960. Solva pulchrina ingår i släktet Solva och familjen lövträdsflugor.
Artens utbredningsområde är Myanmar. Inga underarter finns listade i Catalogue of Life.